# Station Farnborough

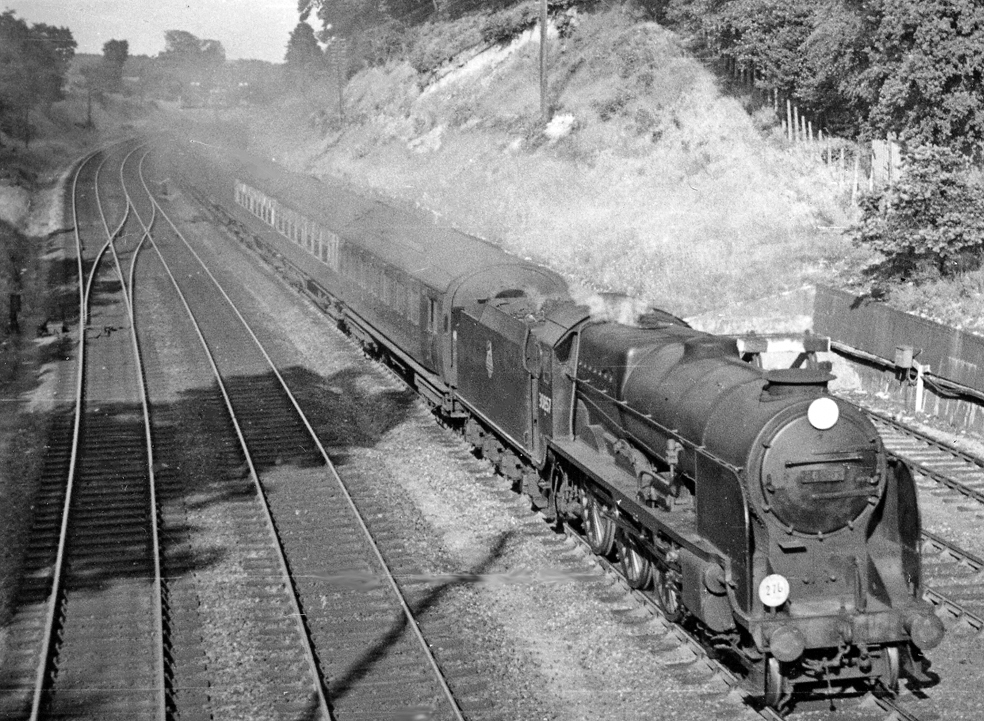
Trein Southampton-London Waterloo, 1950

Farnborough is een spoorwegstation van National Rail in Farnborough, Rushmoor in Engeland. Het station is eigendom van Network Rail en wordt beheerd door South Western Railway. Het station is geopend in 1838.